# Championnat d'URSS féminin de volley-ball
 (août 2018).
Si vous disposez d'ouvrages ou d'articles de référence ou si vous connaissez des sites web de qualité traitant du thème abordé ici, merci de compléter l'article en donnant les références utiles à sa vérifiabilité et en les liant à la section « Notes et références ».
Le championnat d'URSS féminin de volley-ball est une compétition sportive ayant fait l'objet de 53 saisons entre 1933 et 1991. Il est devenu le championnat de Russie féminin de volley-ball après 1991.  Il fut dominé par le Spartak Moscou, le Lokomotiv Moscou et le Dinamo Moscou jusque vers 1962, par le CSKA Moscou et le Dinamo Moscou entre 1963 et 1977, puis par l'Ouralotchka Iekaterinbourg jusqu'en 1991. Six éditions n'ont pas été disputées (1937, 1941 à 1944 et 1964), et quelques éditions particulières ont eu lieu avec la participation d'équipes des républiques soviétiques (saisons 1933 à 1936, 1956, 1959, 1963, 1967) ou celle de l’équipe nationale d’URSS en 1976.

## Palmarès
Les informations de cette section proviennent de Sports123.
| Année | Champion               | Finaliste              | Troisième                              |
| ----- | ---------------------- | ---------------------- | -------------------------------------- |
| 1933  | Moscou                 | Kharkov                | Dnepropetrovsk                         |
| 1934  | Moscou                 | Bakou                  | Dnepropetrovsk Kharkov Rostov-Na-Donou |
| 1935  | Moscou                 | Kharkov                | Bakou                                  |
| 1936  | Moscou                 | Rostov-Na-Donou Tiflis |                                        |
| 1937  | Non disputé            | Non disputé            | Non disputé                            |
| 1938  | Spartak Moscou         | CSKA Moscou            | Rot-Front Moscou                       |
| 1939  | Lokomotiv Moscou       | Spartak Moscou         | Medik Moscou Naouka Leningrad          |
| 1940  | Spartak Moscou         | Lokomotiv Moscou       | Spartak Kharkov                        |
| 1941  | Non disputé            | Non disputé            | Non disputé                            |
| 1942  | Non disputé            | Non disputé            | Non disputé                            |
| 1943  | Non disputé            | Non disputé            | Non disputé                            |
| 1944  | Non disputé            | Non disputé            | Non disputé                            |
| 1945  | Lokomotiv Moscou       | Spartak Moscou         | Spartak Leningrad                      |
| 1946  | Lokomotiv Moscou       | SKIF Moscou            | Spartak Leningrad                      |
| 1947  | Dinamo Moscou          | Lokomotiv Moscou       | SKIF Moscou                            |
| 1948  | Lokomotiv Moscou       | Spartak Leningrad      | Dinamo Moscou                          |
| 1949  | Lokomotiv Moscou       | Dinamo Moscou          | Spartak Leningrad                      |
| 1950  | Lokomotiv Moscou       | Spartak Leningrad      | Dinamo Moscou                          |
| 1951  | Dinamo Moscou          | Lokomotiv Moscou       | Spartak Leningrad                      |
| 1952  | Lokomotiv Moscou       | Dinamo Moscou          | Spartak Leningrad                      |
| 1953  | Dinamo Moscou          | Lokomotiv Moscou       | Medik Leningrad                        |
| 1954  | Dinamo Moscou          | Lokomotiv Moscou       | Spartak Leningrad                      |
| 1955  | Dinamo Moscou          | Lokomotiv Moscou       | Spartak Leningrad                      |
| 1956  | Moscou                 | Ukraine                | Leningrad                              |
| 1957  | Lokomotiv Moscou       | Dinamo Moscou          | Spartak Leningrad                      |
| 1958  | Metrostroï Moscou      | Dinamo Moscou          | CSK MO                                 |
| 1959  | Leningrad              | Moscou                 | RSS de Lettonie                        |
| 1960  | Dinamo Moscou          | Lokomotiv Moscou       | Daougava Riga                          |
| 1961  | Bourevestnik Odessa    | Spartak Leningrad      | SKIF Leningrad                         |
| 1962  | Dinamo Moscou          | CSKA Moscou            | Bourevestnik Odessa                    |
| 1963  | Moscou                 | Leningrad              | RSFSR                                  |
| 1964  | Non disputé            | Non disputé            | Non disputé                            |
| 1965  | CSKA Moscou            | Lokomotiv Moscou       | Dinamo Moscou                          |
| 1966  | CSKA Moscou            | Dinamo Moscou          | Neftianik Bakou                        |
| 1967  | Moscou                 | RSS de Azerbaïdjan     | RSS de Ukraine                         |
| 1968  | CSKA Moscou            | Spartak Irkoutsk       | Bourevestnik Leningrad                 |
| 1969  | CSKA Moscou            | Bourevestnik Leningrad | Dinamo Moscou                          |
| 1970  | Dinamo Moscou          | Bourevestnik Leningrad | Lokomotiv Moscou                       |
| 1971  | Dinamo Moscou          | Lokomotiv Moscou       | Bourevestnik Odessa                    |
| 1972  | Dinamo Moscou          | CSKA Moscou            | Nefttchi Bakou                         |
| 1973  | Dinamo Moscou          | CSKA Moscou            | Iskra Vorochilovgrad                   |
| 1974  | CSKA Moscou            | Dinamo Moscou          | Iskra Vorochilovgrad                   |
| 1975  | Dinamo Moscou          | Iskra Vorochilovgrad   | CSKA Moscou                            |
| 1976  | Équipe d'URSS          | Équipe de Bourevestnik | Équipe de Dinamo                       |
| 1977  | Dinamo Moscou          | CSKA Moscou            | Ouralotchka Sverdlovsk                 |
| 1978  | Ouralotchka Sverdlovsk | Iskra Vorochilovgrad   | Dinamo Moscou                          |
| 1979  | Ouralotchka Sverdlovsk | CSKA Moscou            | Dinamo Moscou                          |
| 1980  | Ouralotchka Sverdlovsk | TTU Leningrad          | CSKA Moscou                            |
| 1981  | Ouralotchka Sverdlovsk | Dinamo Moscou          | Sokol Kiev                             |
| 1982  | Ouralotchka Sverdlovsk | CSKA Moscou            | Medin Odessa                           |
| 1983  | Dinamo Moscou          | Medin Odessa           | Ouralotchka Sverdlovsk                 |
| 1984  | ADK Alma-Ata           | Ouralotchka Sverdlovsk | Medin Odessa                           |
| 1985  | CSKA Moscou            | Ouralotchka Sverdlovsk | ADK Alma-Ata                           |
| 1986  | Ouralotchka Sverdlovsk | ADK Alma-Ata           | Kommounalnik Minsk                     |
| 1987  | Ouralotchka Sverdlovsk | CSKA Moscou            | Kommounalnik Minsk                     |
| 1988  | Ouralotchka Sverdlovsk | ADK Alma-Ata           | CSKA Moscou                            |
| 1989  | Ouralotchka Sverdlovsk | ADK Alma-Ata           | Orbita Zaporojie                       |
| 1990  | Ouralotchka Sverdlovsk | ADK Alma-Ata           | BZBK Bakou                             |
| 1991  | Ouralotchka Sverdlovsk | ADK Alma-Ata           | Ouralotchka-2                          |

La saison 1991-1992 a concerné la CEI, ce qui explique un titre dans cette liste pour cette année. Cette saison s'est jouée avec des équipes invitées (comme le Mladost Zagreb).